# Globální město
Globální město (někdy také nazývané světové) je město, které je obecně považováno za důležitou součást světového ekonomického systému. Ohledně přesné definice a nezbytných znaků globálního města nepanuje mezi autory shoda. Jako první termín zpopularizovala americká socioložka Saskia Sassenová v knize The global city (1991). Studium globálních měst je významnou součástí studia fenoménu globalizace.

## Spor o definici
Sassenová rozlišuje mezi globálním a světovým městem – rozlišení, které mnozí badatelé odmítají. Světová města jsou podle ní politická, mocenská a administrativní centra známá již z dřívějších dějin Asie či evropské kolonizace. Většina dnešních světových měst tedy jsou i městy globálními, ovšem naopak to platit vždy nemusí. Dále nepanuje shoda mezi mírou důležitosti pouze ekonomických faktorů, jež zdůrazňuje Sassenová, a faktorů odlišných jako politická moc a kulturní diverzita, které jsou nutné pro to, aby město bylo klasifikováno jako globální.

## Globální město podle Saskie Sassenové
Ve své knize Sassenová hovoří o změně ekonomického paradigmatu s nástupem globalizace. Nový systém je charakterizován oslabením role států jako teritoriálních a hospodářských jednotek v důsledku privatizace a deregulace koncem 80. a počátkem 90. let 20. století. Na jejich místo nastupují na jedné straně města a regiony a na druhé globální trhy a zóny volného obchodu.
Podle Sassenové sebou globalizace přináší zdánlivě protichůdné jevy: ekonomické rozptýlení i centralizaci. Rozptýlení ekonomických aktivit do celého světa umožněné technologickou revolucí zároveň vyžaduje globální uzly, jež v sobě naopak soustřeďují jejich kontrolu, vlastnictví a profit. Navzdory postupující digitalizaci hospodářských aktivit dosud žádné odvětví nefunguje pouze v kyberprostoru a stále tedy existují výhody v jejich koncentraci. Interakce těchto globálních měst v oblasti ekonomické, politické, kulturní, sociální, ale i kriminální je jeden z motorů globalizace.

## Obecná charakteristika globálního města
- Sídlo významných korporací, finančních institucí, burzy cenných papírů
- Centrum inovace v byznysu, kultuře i společnosti
- Špičkové služby v oblasti financí, pojištění, trhu s nemovitostmi, bankovnictví, účetnictví a marketingu
- Dominantní postavení v ekonomice a obchodu přilehlé oblasti
- Ústředí globálních komunikačních kanálů a médií
- Důležité výrobní centrum
- Vysoká úroveň vzdělávacích institucí, výzkum, kosmopolitnost studentů
- Výkonná infrastruktura včetně dopravní, právní, zdravotnické a zábavní

Příklady globálních měst: New York, Londýn, Tokio.